# 朱世守
朱世守（？—？），字惟约，号玉槎，江西吉安府安福县人，明朝政治人物。

## 生平
萬曆二十二年（1594年）甲午科江西鄉試第八十二名舉人，二十三年（1595年）乙未科会魁，會試第一百六十一名，廷試三甲第七名進士，大理寺觀政，本年六月授行人司行人，丁憂，二十八年補原职，升吏部主事，历员外郎、郎中，再掌大选，门绝私交。四十年起升太常寺少卿提督四夷馆添注。天启元年（1621年），累遷至佥都御史、巡抚广西。后罢歸，天启五年起升刑部右侍郎，尋爲御史潘汝祯、倪文焕參劾爲东林遗奸，被削籍。崇禎即位，起復原官，引年乞休，召对赐宴，驰驿回籍。服官清慎，虽居要枢，而不竞不絿，在籍三十馀年，终始一节，温温德隅，人无间言，称完品云。

## 家族
曾祖朱夏。祖朱叔相。父朱章。母劉氏。具庆下。娶唐氏，子之瓊、之瑶。